# Erik Meijer (polityk)
Erik Theo Maria Meijer (ur. 5 grudnia 1944 w Amsterdamie) – holenderski polityk, poseł do Parlamentu Europejskiego V i VI kadencji, senator.

## Życiorys
Absolwent geografii społecznej z 1972. W latach 70. pracował jako nauczyciel geografii w szkole średniej. Od 1980 do 1992 był urzędnikiem administracji terytorialnej w Rotterdamie. Zasiadał w radzie miejskiej Amsterdamu (1975–1978), później (do 2002) w radach na poziomie dystryktu i prowincji Holandia Południowa.
Należał do Partii Prac, od lat 60. do początku lat 90. działał w Pacyfistycznej Partii Socjalistycznej. Następnie był członkiem GroenLinks, m.in. pełnił funkcję wiceprzewodniczącego tego ugrupowania. W 1999 wszedł w skład władz wykonawczych Partii Socjalistycznej, do której dołączył trzy lata wcześniej.
W 1999 i 2004 uzyskiwał mandat posła do Parlamentu Europejskiego z listy ugrupowania Partii Socjalistycznej. Był członkiem frakcji eurokomunistów, pracował m.in. Komisji Transportu i Turystyki. W PE zasiadał do 2009.
W latach 2014–2015 był członkiem Eerste Kamer, wyższej izby holenderskiego parlamentu. W 2022 został wykluczony z Partii Socjalistycznej, dołączył do lokalnego ugrupowania Socialisten 010.